# بلیش
بلیش (به لاتین: Belish) یک منطقهٔ مسکونی در بلغارستان است که در شهرستان ترویان واقع شده‌است.